# Revaz Dzodzuašvili
Revaz Michajlovič Dzodzuašvili, gruzínsky რევაზ მიხეილის ძე ძოძუაშვილი (* 15. duben 1945, Kutaisi) je bývalý gruzínský fotbalista, jenž reprezentoval někdejší Sovětský svaz. Hrával na pozici obránce.
Za sovětskou reprezentaci odehrál 49 utkání. Získal s ní stříbrnou medaili na mistrovství Evropy roku 1972 a UEFA ho zařadila i do all-stars týmu tohoto turnaje. Hrál též na světovém šampionátu roku 1970. Má také bronzovou medaili z olympijských her v Mnichově roku 1972.
Po skončení hráčské kariéry se stal trenérem.